# Arthur Foulkes
Arthur Alexander Foulkes (11 de maio de 1928) foi o oitavo governador-geral das Baamas entre 2010 e 2014. Foi eleito para a Assembleia em 1967 e serviu no governo de Lynden Pindling como Ministro das Comunicações e Ministro do Turismo. Em 1971, foi um dos fundadores do Movimento Livre Nacional e foi para o Senado em 1972 e em 1977, antes de voltar para a Assembleia em 1982.